# Dealu Mare, Botoșani
Dealu Mare este o localitate componentă a municipiului Dorohoi din județul Botoșani, Moldova, România.
 Acest articol despre o localitate din județul Botoșani este deocamdată un ciot. Puteți ajuta Wikipedia prin completarea lui.